# Homagama Division
Homagama Division är en division i Sri Lanka.   Den ligger i distriktet Colombo District och provinsen Västprovinsen, i den sydvästra delen av landet, 22 km sydost om huvudstaden Colombo. Antalet invånare är 236 179.